# Peter Eyre
Peter Eyre (* 11. März 1942 in New York City) ist ein US-amerikanischer Schauspieler, der in England lebt und arbeitet.

## Leben und Karriere
Peter Eyre wurde als Sohn eines Bankiers in New York City geboren, wurde aber mit 12 Jahren für den Besuch einer Public School nach England geschickt, wo er seitdem die meiste Zeit seinen Lebensmittelpunkt hatte. Im Alter von 18 Jahren wurde ihm ein Platz an der Royal Academy of Dramatic Art angeboten, den er aber für ein Schauspielstudium an der Pariser Sorbonne ausschlug. Sein professionelles Schauspieldebüt gab er am Old Vic Theatre. In den folgenden Jahrzehnten war er unter anderem bei der Royal Shakespeare Company und dem Royal National Theatre engagiert, was ihn zu einem erfolgreichen Theaterschauspieler machte.
In Film- und Fernsehproduktionen war Eyre bereits seit Mitte der 1960er-Jahre zu sehen, allerdings intensivierte sich seine Arbeit dort erst gegen Ende der 1980er-Jahre. Oft verkörperte er in Nebenrollen seriös wirkende Amts- oder Autoritätsfiguren. Er spielte mehrfach unter der Regie von James Ivory, so den Lord Halifax in Was vom Tage übrig blieb (1993) und Picassos Sekretär Jaime Sabartés in Mein Mann Picasso (1996). Des Weiteren trat er auch in Filmen von Sally Potter und Bernardo Bertolucci auf. Seit den 2000er-Jahren ist Eyre seltener in Film- und Fernsehrollen zu sehen, Stand 2014 war er aber immer noch als Mitglied der Royal Shakespeare Company am Theater aktiv.

## Filmografie (Auswahl)
- 1965: Fangt uns, wenn ihr könnt! (Catch Us If You Can)
- 1966: Alice in Wonderland (Fernsehfilm)
- 1970: Julius Caesar
- 1972: Callan (Fernsehserie; 1 Folge)
- 1972: Der Rattenfänger von Hameln (The Pied Piper)
- 1974: Mahler
- 1975: Hedda
- 1979: La Luna
- 1981: Couples and Robbers (Kurzfilm)
- 1981: Der Drachentöter (Dragonslayer)
- 1983: Spionageschiff (Spyship; Fernseh-Miniserie, 6 Folgen)
- 1987: Maurice
- 1988: Die Malteser des Falken (Just Ask for Diamond)
- 1990: Land der schwarzen Sonne (Mountains of the Moon)
- 1991: Gib’s ihm, Chris! (Let Him Have It)
- 1992: Orlando
- 1993: Was vom Tage übrig blieb (The Remains of the Day)
- 1994: Prinzessin Caraboo (Princess Caraboo)
- 1995: Die Bibel – Josef (Joseph; Fernseh-Miniserie)
- 1995: Die Scharfschützen (Sharpe; Fernsehserie, 1 Folge)
- 1996: Mein Mann Picasso (Surviving Picasso)
- 1997: Tango-Fieber (The Tango Lesson)
- 1998: Gefährliche Schönheit – Die Kurtisane von Venedig (Dangerous Beauty)
- 1998: Merlin (Fernseh-Zweiteiler)
- 1998: Friends (Fernsehserie, 2 Folgen)
- 1999: Alice im Wunderland (Fernsehfilm)
- 1999: Inspector Barnaby (Midsomer Murders; Fernsehserie, St. 2, Fo. 2: Der Würger von Raven’s Wood)
- 2000: Don Quichotte (Don Quixote; Fernsehfilm)
- 2000: Die goldene Schale (The Golden Bowl)
- 2001: Das Halsband der Königin (The Affair of the Necklace)
- 2001: From Hell
- 2006: The Situation
- 2007: Inspector Barnaby (Midsomer Murders; Fernsehserie, St. 10, Fo. 6: Kameraschüsse)
- 2009: Shadows in the Sun
- 2016: The Carer (Kurzfilm)